# وایلد بیل الیوت
وایلد بیل الیوت (انگلیسی: Wild Bill Elliot؛ ‏ ۱۶ اکتبر ۱۹۰۴ – ۲۶ نوامبر ۱۹۶۵) بازیگر اهل ایالات متحده آمریکا بود.
از فیلم‌ها یا برنامه‌های تلویزیونی که وی در آن نقش داشته‌است، می‌توان به ازدواج آخر هفته، جشن هالیوود، مومیایی، یک ساعت با تو، ممنوع، و مردگان متحرک اشاره کرد.